# Graceland
 (mai 2021).
Si vous disposez d'ouvrages ou d'articles de référence ou si vous connaissez des sites web de qualité traitant du thème abordé ici, merci de compléter l'article en donnant les références utiles à sa vérifiabilité et en les liant à la section « Notes et références ».
Pour les articles homonymes, voir Graceland (homonymie).
Graceland est le nom de la résidence ayant appartenu au chanteur Elvis Presley, située au 3764 Elvis Presley Boulevard à Memphis (Tennessee, États-Unis). Elle sert actuellement de mausolée et de musée ouvert au public depuis 1982.
Le 27 mars 2006, sur décision de Gale Norton, secrétaire à l'Intérieur des États-Unis, Graceland est inscrit comme National Historic Landmark, c'est-à-dire un site ayant une valeur historique de portée nationale.

## Elvis Presley et sa famille à Graceland
Graceland était la résidence principale d'Elvis Presley. Il la conserva précieusement jusqu'à la fin de sa vie car elle était la dernière demeure de sa mère bien-aimée décédée alors qu'il faisait son service militaire. Sa fille Lisa Marie fit de même, ainsi que sa petite-fille, Riley Keough, au décès de sa mère dont elle fut si proche. Elvis, ses parents, sa grand-mère, sa fille et son petit-fils reposent à Graceland. Durant sa vie et même au-delà, Graceland est le lieu où Elvis reste proche de la famille à laquelle il était si attaché.
Elvis Presley a acheté Graceland en 1957 après avoir déménagé de sa maison de Memphis, située au 1034 Audubon Drive, en raison de problèmes de voisinage qui se plaignait du trop grand nombre de fans présents. Il s'était offert cette propriété grâce aux revenus générés par son premier disque d'or, Heartbreak Hotel, pour la somme de 102 500 dollars. Il y installera la fameuse grille à notes de musique où la sécurité sera notamment assurée par deux de ses oncles.
En 1960, après son retour de l'armée, sa grand-mère Minnie Mae changera de chambre pour occuper l'ancienne chambre des parents d'Elvis à Graceland. Son père devenu veuf et remarié s'installera dans une maison à proximité de Graceland mais y conservera le bureau où il s'occupait des affaires d'Elvis.
Le 2 mars 1963, Priscilla Wagner Beaulieu qui a presque 18 ans, viendra s'installer dans la maison du père d'Elvis à proximité de Graceland pour y terminer les quelques semaines qui la séparent de l'obtention de son diplôme à l'Immaculate Conception High School le 29 mai 1963. La date exacte à laquelle elle choisira de s'installer dans une des chambres de Graceland reste inconnue. Le 1er mai 1967, Elvis se marie à Vegas mais organisera le 29 mai 1967 une deuxième cérémonie de mariage à Graceland pour les proches qui n'avaient pas pu participer à la première cérémonie. Le 30 décembre 1971, Priscilla quitte Graceland après un Noël où la mésentente du couple aura frappé les esprits. Le divorce sera finalisé le 9 octobre 1973. Harry Fain, avocat spécialisé dans la défense du droit des pères, précisera qu'Elvis a tenu à donner à son ex femme tout ce qu'elle demandait (1,5 million de dollars) car il ne souhaitait qu'une chose : son bonheur. 
Le 16 août 1977, Elvis meurt dans sa salle de bain à Graceland après une attaque cardiaque. Sa fille de 9 ans est présente car Elvis avait demandé qu'elle prolonge ses vacances jusqu'à son départ en tournée le jour même. Une foule de 80 000 fans entoure Graceland le jour de ses funérailles. Il est d'abord enterré au cimetière de Forrest Hill mais après une tentative de vol de sa pierre tombale, la dépouille d'Elvis Presley est rapidement réinhumée à Graceland, dans le jardin de méditation.
Depuis cette date, Graceland est devenue un lieu de pèlerinage pour les fans d'Elvis du monde entier.

## Le musée
Après la mort d'Elvis Presley en 1977, Vernon Presley veille à garder la demeure dans l'état où Elvis l'a laissée. Il n'a pas le temps de concrétiser son idée de musée qui sera reprise par son ex belle-fille. Au décès du père d'Elvis, Graceland appartient à sa fille encore mineure. D'après sa mère, Graceland coûtait près de 500 000 $ par an en frais d'entretien, et les dépenses ont rapidement amputé de cinq millions de dollars l'héritage de la fille d'Elvis, Lisa Marie. Priscilla a observé comment fonctionnaient d'autres résidences ou musées célèbres et a engagé des hommes d'affaires pour faire de Graceland un lieu permettant de gagner de l'argent. Elle est devenue fondatrice et présidente des « Elvis Presley's Enterprises » : après l'ouverture du musée au public en 1982, l'entreprise a été quelque temps déficitaire mais a rapidement fait des bénéfices (plus de 100 millions de dollars)[Quand ?].
Un pèlerinage annuel sur la tombe d'Elvis a lieu chaque année, le 16 août, jour anniversaire de sa mort. Le plus grand rassemblement a eu lieu pour le 25e anniversaire, en 2002. D'après les estimations, près de 40 000 personnes étaient présentes ce jour-là. Par obligation municipale, l'accès à la tombe d'Elvis reste gratuit de 7 h 30 à 8 h 30 du matin.
Le 8 janvier 2023, sa fille Lisa Marie participe à la célébration annuelle de l'anniversaire d'Elvis, précisant aux fans présents qu'ils font partie des rares personnes qui la poussent à sortir de chez elle depuis le décès de son fils. Lisa décèdera quatre jours plus tard.
Le musée de Graceland expose de nombreux objets liés à Elvis Presley, ses costumes de scènes, ses récompenses, ses disques d'or, ses automobiles, et collections, etc.

## La tombe d'Elvis

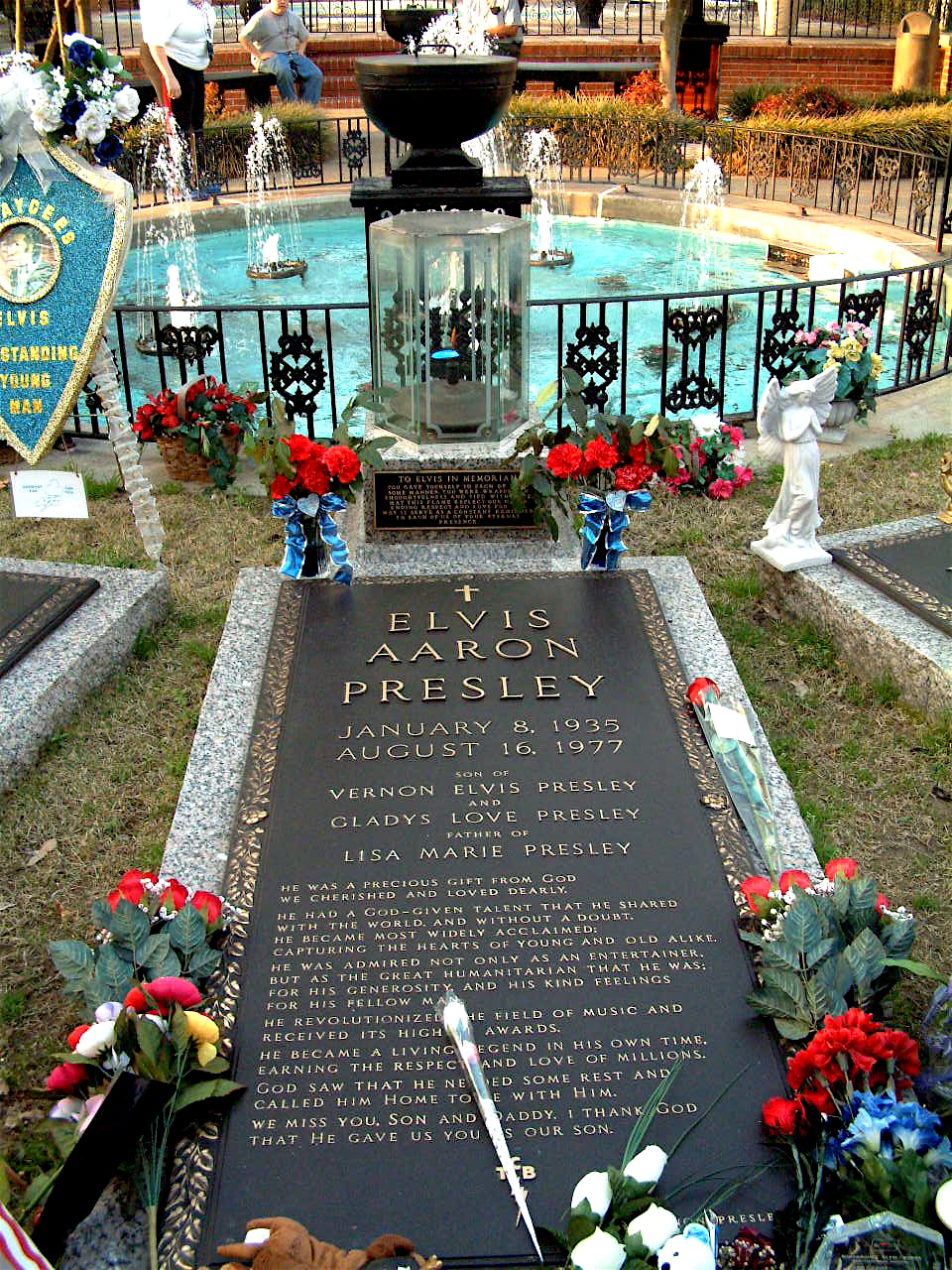
La tombe d'Elvis Presley.

La tombe d'Elvis se situe à l'extérieur de la maison dans le jardin des méditations. A la demande du père d'Elvis, l'épitaphe a été rédigée par Jannelle Mc Comb, amie de la famille qui avait rédigé les poèmes offerts par Elvis à son père et à sa fille peu avant sa mort. La tombe d'Elvis se trouve entre celle de son père et de sa grand-mère, la tombe de sa mère se trouve à côté de celle de son père. Sur le site, on trouve également une stèle à la mémoire de Jesse Garon Presley, le frère jumeau mort-né d'Elvis. En 2020, Lisa Marie demandera à ce que son fils puisse être également enterré à Graceland. Elle l'y rejoindra moins de trois ans plus tard. 
| Texte inscrit sur la tombe |  | Traduction française |
| --- |  | --- |
| † ELVIS AARON PRESLEY JANUARY 8, 1935 AUGUST 16, 1977 Son of VERNON ELVIS PRESLEY and GLADYS LOVE PRESLEY Father of LISA MARIE PRESLEY He was a precious gift from God we cherished and loved dearly. He had a God-given talent that he shared with the world, and without a doubt. He became most widely acclaimed: capturing the heart of young and old alike. He was admired not only as an entertainer, but as the great humanitarian that he was: for his generosity, and his kind feelings for his fellow man. He revolutionized the field of music and received its highest awards he became a living legend in his own time, earning the respect and love of millions. God saw that he needed some rest and called him home to be with Him. We miss you, Son and Daddy, I thank God that He gave us you as our son. |  | † ELVIS AARON PRESLEY 8 janvier 1935 16 août 1977 Fils de VERNON ELVIS PRESLEY et GLADYS LOVE PRESLEY Père de LISA MARIE PRESLEY Il était un cadeau précieux de Dieu que nous avons chéri et aimé tendrement. Il avait un talent divin qu'il a partagé avec le monde, et sans aucun doute. Il a été très largement acclamé : capturant le cœur de ses semblables jeunes et âgés. Il n'était pas seulement admiré en tant qu'artiste, mais aussi pour le grand humaniste qu'il était : pour sa générosité et ses bons sentiments envers son prochain. Il a révolutionné le domaine de la musique et a reçu ses plus grandes récompenses Il est devenu une légende vivante à son époque, gagnant le respect et l'amour de millions de personnes. Dieu a vu qu'il avait besoin de paix et l'a appelé à la maison pour être avec lui. Tu nous manques, fils et père, je remercie Dieu de t'avoir donné à nous comme notre fils. |

## Destination touristique
Au début du mois d'août 2005, Lisa Marie Presley a vendu près de 85 % de ses parts dans la gestion financière de Graceland à CKX, une entreprise de divertissement qui a produit notamment l'émission télévisée American Idol. Cette transaction donnera lieu à un procès durant lequel Lisa Marie fera témoigner son ex beau-père.
En février 2006, le fondateur de CKX, Bob Sillerman, a annoncé son objectif de faire de Graceland une destination touristique internationale à la manière des parcs à thèmes Walt Disney, en augmentant considérablement la surface et la capacité d'accueil de Graceland et en doublant le chiffre de 600 000 visiteurs annuels.
Sillerman, qui est en négociations avec des investisseurs, a déclaré qu'il demandera aux autorités locales d'aider à améliorer certains espaces publics autour de Graceland. Il souhaite une extension du centre des visiteurs et un plus grand espace d'exposition pour des milliers d'objets en rapport avec Elvis Presley qui n'ont jamais été montrés au public. La construction d'un nouvel hôtel à proximité est également envisagée.

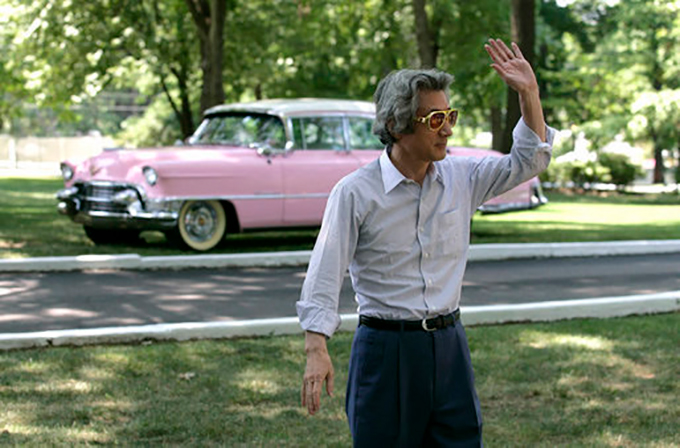
Le Premier ministre japonais Junichiro Koizumi, accueilli par le président américain George W. Bush à Graceland le 30 juin 2006.

Le 30 juin 2006, le président américain George W. Bush a accueilli le Premier ministre japonais Junichiro Koizumi pour une visite de la résidence. Junichiro Koizumi a déclaré être un grand admirateur d'Elvis Presley. Ils partagent également le même jour de naissance (le 8 janvier).
Actuellement, le nombre de visiteurs varie de 600 000 à 700 000 par an. Entre son ouverture au public et 2007, Graceland a accueilli environ 15 millions de visiteurs.
En 2023, Riley Keough règle un litige juridique avec sa grand-mère afin de pouvoir gérer elle-même Graceland comme sa mère l'aurait souhaité. La même année, elle produira l'émission de télévision à succès Christmas at Graceland durant laquelle Post Malone célèbrera son amour pour Elvis en reprenant You're the devil in desguise juste avant de plonger dans la piscine de Graceland.
Le 8 janvier 2024, Graceland profite de l'anniversaire d'Elvis pour indiquer que l'année à venir sera marquée par une attention tout particulière envers ce qui constitue l'essentiel de la légende d'Elvis : sa musique.

## Informations
La maison de Graceland offre une surface habitable de 1 630,6 m2, pour un total de 23 pièces dont huit chambres et autant de salles de bains.
Si les touristes sont admis à visiter Graceland, aucune photographie avec flash et aucun caméscope ne sont autorisés à l'intérieur. La visite de Graceland est accompagnée d'explications audio, et le premier étage n'est pas ouvert aux visiteurs : c'est à cet étage que se trouve la chambre d'Elvis, qui n'a jamais été touchée depuis le jour de sa mort.
La visite commence par les pièces à vivre, dont la cuisine, puis continue au rez-de-chaussée vers une pièce où trois télévisions diffusent des vidéos d'Elvis Presley. Un bar et une salle de billard sont également présents. À l'extérieur se trouve la tombe d'Elvis.
Dans un local séparé de la maison, les visiteurs peuvent voir la collection de voitures d'Elvis (André Cousin) ainsi que ses deux avions privés nommés Lisa Marie (un Convair 880) et Hound Dog II (un Lockheed JetStar).
La pièce de Graceland la plus marquante reste celle des trophées, où sont exposés l'immense collection de disques d'or et de platine d'Elvis, d'autres récompenses, des photographies, des costumes de scène et bien d'autres encore.
En 2010, le chanteur guitariste Michael Poulsen, du groupe Volbeat (au style qualifié d'« Elvis metal »), se marie avec sa femme Lena à Graceland.
Graceland est la deuxième résidence « privée » la plus visitée aux États-Unis après la Maison-Blanche avec près de 700 000 visiteurs par an.
En 2021, des visites virtuelles payantes de deux heures sont organisées en ligne. C'est la spécialiste Angie Marchese qui se charge de faire découvrir tous les secrets de Graceland aux participants.